# FS 741
Die Baureihe FS 741 war eine an die Ferrovie dello Stato ausgelieferte Dampflokomotive, die durch den Umbau der FS 740 in eine Franco-Crosti-Lokomotive entstand. Die Dampflokomotiven wurden im Ausbesserungswerk Officina Grandi Riparazioni Verona umgebaut und Im Streckendienst im Norden italiens sowie in Sizilien verwendet. Zwei Lokomotiven sind erhalten geblieben; die 741 120 ist fahrfähige Museumslokomotive und die 741 137 befindet sich im Eisenbahnmuseum Pietrarsa.

## Geschichte
Die FS 740 war die zahlenmäßig dominierende Güterzuglokomotive der FS. In den 1930er Jahren wurden Überlegungen angestellt, diese Baureihe hinsichtlich Senkung des Kohleverbrauchs und Erhöhung der Leistung zu verbessern. Das führte zum Umbau von 94 Lokomotiven in die Reihe FS 743", der 1937 begann und um 1950 beendet wurde. Die neue Baureihe wurde als Franco-Crosti-Lokomotive umgebaut worden und besaßen zwei Vorwärmer zu beiden Seiten des Kessels.
In den 1950er Jahren erhielten die Lokomotiven einen Vorwärmer, der unter dem Kessel angeordnet war. Die erste Lokomotive war die 743.433, die sich auch bewährte. Die Leistung konnte im Vergleich zur FS 740 um 12 % gesteigert werden. Auch der Brennstoffverbrauch konnte noch einmal gesenkt werden.
Daraufhin wurden weitere 80 Lokomotiven nach diesem Muster umgebaut und als Reihe FS 741 bezeichnet. Die umgebauten Lokomotiven behielten ihre ehemalige Ordnungsnummer. Die neuen Lokomotiven besaßen nun ein asymmetrisches Aussehen durch nur noch einen Abdampfschornstein auf der rechten Kesselseite vor dem Führerhaus.

## Einsatz

### Pustertalbahn
1958 kam die erste Lokomotive der Serie in das Depot Franzensfeste. Im Laufe der Zeit waren bis zu acht Lokomotiven hier stationiert, insgesamt waren zwölf Maschinen bis 1975 beheimatet. Auf der Gebirgsstrecke nach Innichen haben die Lokomotiven gute Dienste geleistet.
Nach der Eröffnung der Wintersportanlagen auf dem Kronplatz gab es einen Wintersportzug Alpen-See-Express, der bis Toblach verkehrte. Zeitweise war dieser Zug mit bis zu 16 vierachsigen Schnellzugwagen von drei Maschinen der Reihe 741 bespannt, zwei an der Zugspitze, eine am Zugschluss. Besonders im Steigungsabschnitt von Bruneck bis Olang wurden die Lokomotiven bis an die Leistungsgrenze belastet.

### Andere Depots
Die Lokomotiven waren außerdem im Piemont und auf Sizilien, dort speziell in Palermo, Caltanissetta und Catania eingesetzt. Anfang der 1980er Jahre begann die Verschrottung der Lokomotiven, die es auf 25 Dienstjahre gebracht haben. Erhalten geblieben sind zwei Lokomotiven der Serie, die 741.137 nicht betriebsfähig im Eisenbahnmuseum Pietrarsa, die 741.120 fahrfähig in Pistoia. Beide Lokomotiven sind die weltweit einzigen erhaltenen Franco-Crosti-Lokomotiven.

## Technik
Die Lokomotiven wurden gegenüber der Ursprungsbauart radikal verändert. Völlig neu war der fehlende Schornstein und der Vorwärmer an der rechten Kesselseite. Der Zugang zum Vorwärmerkessel geschieht unterhalb der Rauchkammertür.
Mit dem Vorwärmer werden die Rauchgase der Lok für die Vorwärmung des Kesselspeisewassers genutzt, bevor dieses in den Kessel kommt. Dadurch wurde der Brennstoffverbrauch minimiert und die Leistungsfähigkeit erhöht. Bei der FS 741 wurde nur noch ein Vorwärmer verwendet und unter dem Hauptkessel platziert. Dadurch wurde in etwa dasselbe Gewicht wie bei der FS 740 erreicht, bei Höherlegung des Kessels einschließlich des Führerhauses. Gleichzeitig wurde der Sanddom etwas gekürzt. Durch diese Umbaumaßnahme konnte die Lokomotive auch auf Strecken mit geringer belastbaren Oberbau eingesetzt werden.
Sie verfügen über eine Heusinger-Steuerung. Die Lokomotiven wurden mit der Westinghouse-Bremse und Dampfheizung ausgestattet.

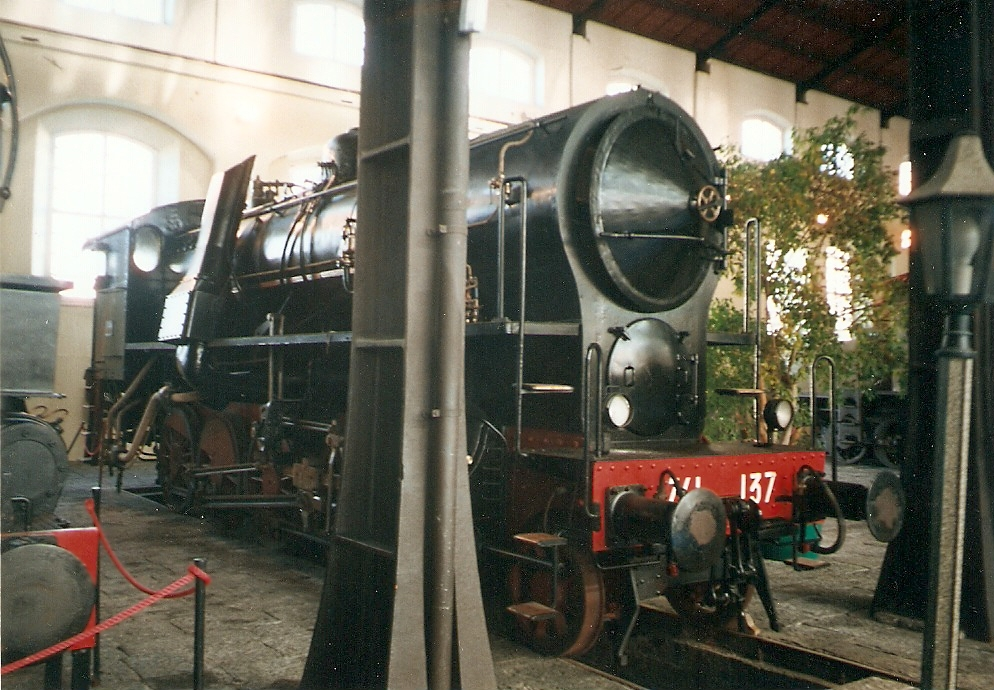
Lokomotive 741 137 im  Eisenbahnmuseum Pietrarsa
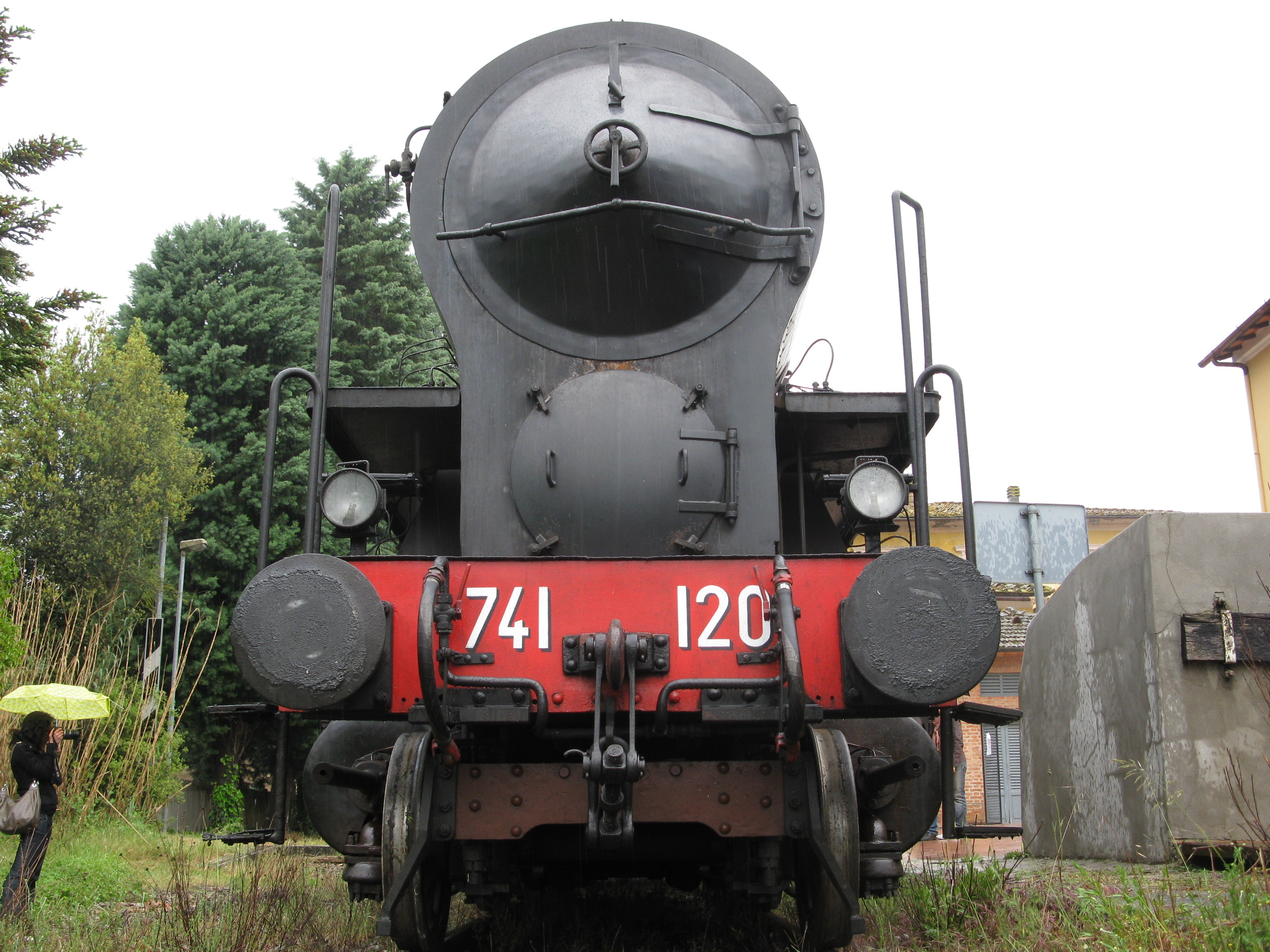
Frontpartie der 741 120 mit Zugang zu dem Fraco-Crosti-Vorwärmer
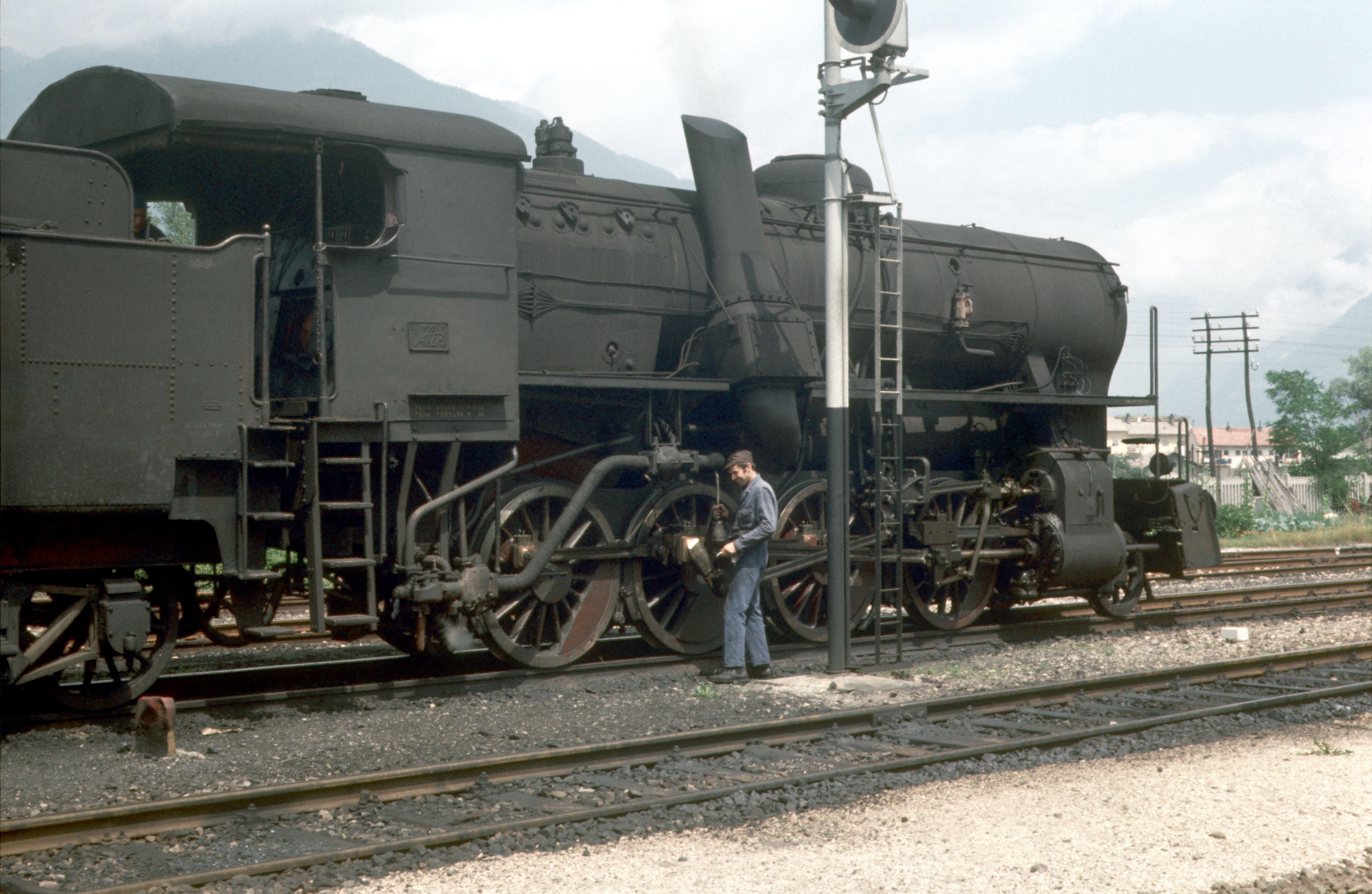
741 273 1973 in Bruneck